# Duncan Scott
Duncan William MacNaughton Scott (Glasgow, 6 de mayo de 1997) es un deportista británico que compite en natación, especialista en los estilos libre y combinado.
Participó en tres Juegos Olímpicos de Verano, obteniendo en total ocho medallas: dos de plata en Río de Janeiro 2016, en 4 × 100 m libre y 4 × 200 m libre, cuatro en Tokio 2020, oro en 4 × 200 m libre y plata en 200 m libre, 200 m estilos y 4 × 100 m libre, y dos en París 2024, oro en 4 × 200 m libre y plata en 200 m estilos.
Ganó ocho medallas en el Campeonato Mundial de Natación entre los años 2017 y 2025, diez medallas en el Campeonato Europeo de Natación entre los años 2016 y 2021, y seis medallas en el Campeonato Europeo de Natación en Piscina Corta, en los años 2017 y 2023.
En 2022 fue nombrado miembro de la Orden del Imperio Británico (MBE) y en 2025 fue ascendido a oficial de la Orden del Imperio Británico (OBE). Estudió el grado de Estudios Empresariales y Deportivos en la Universidad de Stirling.

## Palmarés internacional
| Juegos Olímpicos                    | Juegos Olímpicos        | Juegos Olímpicos  | Juegos Olímpicos      |
| Año                                 | Lugar                   | Medalla           | Prueba                |
| ----------------------------------- | ----------------------- | ----------------- | --------------------- |
| 2016                                | Río de Janeiro (Brasil) | Medalla de plata  | 4 × 200 m libre       |
| 2016                                | Río de Janeiro (Brasil) | Medalla de plata  | 4 × 100 m estilos     |
| 2020                                | Tokio (Japón)           | Medalla de oro    | 4 × 200 m libre       |
| 2020                                | Tokio (Japón)           | Medalla de plata  | 200 m libre           |
| 2020                                | Tokio (Japón)           | Medalla de plata  | 200 m estilos         |
| 2020                                | Tokio (Japón)           | Medalla de plata  | 4 × 100 m estilos     |
| 2024                                | París (Francia)         | Medalla de oro    | 4 × 200 m libre       |
| 2024                                | París (Francia)         | Medalla de plata  | 200 m estilos         |
| Campeonato Mundial                  |                         |                   |                       |
| Año                                 | Lugar                   | Medalla           | Prueba                |
| 2017                                | Budapest (Hungría)      | Medalla de oro    | 4 × 200 m libre       |
| 2017                                | Budapest (Hungría)      | Medalla de plata  | 4 × 100 m estilos     |
| 2019                                | Gwangju (Corea del Sur) | Medalla de oro    | 4 × 100 m estilos     |
| 2019                                | Gwangju (Corea del Sur) | Medalla de bronce | 200 m libre           |
| 2023                                | Fukuoka (Japón)         | Medalla de oro    | 4 × 200 m libre       |
| 2023                                | Fukuoka (Japón)         | Medalla de plata  | 200 m estilos         |
| 2023                                | Fukuoka (Japón)         | Medalla de bronce | 4 × 100 m libre mixto |
| 2025                                | Singapur (Singapur)     | Medalla de oro    | 4 × 200 m libre       |
| Campeonato Europeo                  |                         |                   |                       |
| Año                                 | Lugar                   | Medalla           | Prueba                |
| 2016                                | Londres (Reino Unido)   | Medalla de oro    | 4 × 100 m estilos     |
| 2018                                | Glasgow (Reino Unido)   | Medalla de oro    | 200 m libre           |
| 2018                                | Glasgow (Reino Unido)   | Medalla de oro    | 4 × 200 m libre       |
| 2018                                | Glasgow (Reino Unido)   | Medalla de oro    | 4 × 100 m estilos     |
| 2018                                | Glasgow (Reino Unido)   | Medalla de plata  | 100 m libre           |
| 2021                                | Budapest (Hungría)      | Medalla de oro    | 4 × 100 m estilos     |
| 2021                                | Budapest (Hungría)      | Medalla de oro    | 4 × 100 m libre mixto |
| 2021                                | Budapest (Hungría)      | Medalla de plata  | 200 m libre           |
| 2021                                | Budapest (Hungría)      | Medalla de plata  | 4 × 100 m libre       |
| 2021                                | Budapest (Hungría)      | Medalla de plata  | 4 × 200 m libre       |
| Campeonato Europeo en Piscina Corta |                         |                   |                       |
| Año                                 | Lugar                   | Medalla           | Prueba                |
| 2017                                | Copenhague (Dinamarca)  | Medalla de bronce | 100 m libre           |
| 2017                                | Copenhague (Dinamarca)  | Medalla de bronce | 200 m libre           |
| 2019                                | Glasgow (Reino Unido)   | Medalla de plata  | 200 m libre           |
| 2019                                | Glasgow (Reino Unido)   | Medalla de plata  | 4 × 50 m libre mixto  |
| 2023                                | Otopeni (Rumania)       | Medalla de oro    | 200 m estilos         |
| 2023                                | Otopeni (Rumania)       | Medalla de plata  | 400 m estilos         |